# شهرستان صیدون
شهرستان صیدون یکی از شهرستان‌های استان خوزستان است. مرکز این شهرستان، شهر صیدون است.
این شهرستان در تاریخ ۱۲ بهمن ۱۴۰۱ از شهرستان باغملک جدا شد و مستقل گردید.

## موقعیت جغرافیایی
شهرستان صیدون از شمال با شهرستان دزپارت، از شرق با شهرستان باغ‌ملک، از غرب با شهرستان کهگیلویه و از جنوب با شهرستان بهمئی استان کهگیلویه و بویراحمد همسایه است.

## تقسیمات کشوری
شهرستان صیدون دارای ۲ بخش، ۴ دهستان و ۱ شهر به شرح زیر است:
| بخش   | مرکز بخش | جمعیت بخش ۱۳۹۵ | نام دهستان  | مرکز دهستان | جمعیت دهستان ۱۳۹۵ | شهر              | جمعیت شهر ۱۳۹۵   |
| ----- | -------- | -------------- | ----------- | ----------- | ----------------- | ---------------- | ---------------- |
| مرکزی | صیدون    | ۱۳٬۹۴۱ نفر     | واجل        | واجل        | ۳٬۷۵۲ نفر         | صیدون            | ۷٬۶۵۰ نفر        |
| مرکزی | صیدون    | ۱۳٬۹۴۱ نفر     | صیدون شمالی | طلاور یک    | ۲٬۵۳۹ نفر         | صیدون            | ۷٬۶۵۰ نفر        |
| علا   | بنه لم   | ۸٬۳۰۵ نفر      | رودزیر      | رودزیر      | ۵٬۲۹۵ نفر         | **************** | **************** |
| علا   | بنه لم   | ۸٬۳۰۵ نفر      | صیدون جنوبی | علا         | ۳٬۰۱۰ نفر         | **************** | **************** |

## مردم‌شناسی
مردم این شهرستان لرتبار و از ایل جاکی هستند و به زبان لری با گویش بهمئی صحبت می کنند.

## جمعیت
بر پایه سرشماری عمومی نفوس و مسکن در سال ۱۳۹۵، جمعیت شهرستان صیدون برابر با ۲۲٬۲۴۶ نفر بوده است.